# 11 a.C.
11 a.C. foi um ano comum do século I a.C. que durou 365 dias. De acordo com o Calendário Juliano, o ano teve início e terminou a um sábado. a sua letra dominical foi B.
| Ano completo                   |
| ------------------------------ |
| Ano comum com início ao sábado |

## Eventos

Campanhas de Druso na Germânia

- Quinto Élio Tuberão e Paulo (ou Públio) Fábio Máximo, cônsules romanos.[1][2]
- Druso, enteado de Augusto, após as vitórias do ano anterior sobre os germanos,[3] é nomeado pretor urbano, mesmo já tendo o cargo de pretor.[1] No início da primavera, Druso continua a guerra, cruza o Reno e subjuga os usípetes; em seguida, ele atravessa o Rio Lippe (Lúpia) e invade o território dos sugambros e dos queruscos, até o Rio Weser (Visurgis).[4] Druso parou de avançar apenas por falta de provisões, pela chegada do inverno e por ter visto um enxame de abelhas em seu campo.[5] Por seus feitos, Druso celebrou um triunfo e foi aclamado por seus soldados como imperador.[6]
- Tibério [Nota 1] sufoca uma rebelião na Dalmácia e outra na Panônia, lutando ao mesmo tempo contra ambos, movendo seus exércitos de um lado para outro.[7]
- Vologeses, da tribo trácia dos bessos, e sacerdote da versão local de Dionísio, lidera uma revolta e mata Rascíporis, filho de Cótis; em seguida expulsa Remetalces, tio da vítima, e invade o Quersoneso.[8] Lúcio Pisão, governador da Panfília, foi enviado por Augusto para proteger a Macedônia; os Bessos recuaram, mas Pisão devastou suas terras [9] e conseguiu submetê-los, mas depois que eles se revoltaram de novo, ele os escravizou; por estes feitos, Lúcio Pisão celebrou um triunfo.[10]
- Augusto celebra o casamento de sua filha Júlia com Tibério.[11][Nota 2]
- Herodes, o Grande se encontra com Augusto, acusa os próprios filhos, Alexandre e Aristóbulo, de traição, mas, após um julgamento, os absolve. Antípatro, outro filho, finge que fica feliz com a reconciliação.[12]
- Revolta na Tracônia, motivada por rumores de que Herodes havia morrido, é sufocada pelos capitães de Herodes. Quarenta dos líderes fogem para a Arábia Nabateia, e são acolhidos por Sileu, que era um inimigo de Herodes porque este havia recusado seu casamento com Salomé, irmã de Herodes.[12]
- Herodes aponta Antípatro como seu sucessor, seguido de Alexandre e Aristóbulo.[12]

## Mortes
- Octávia, irmã de César Augusto.[11]
- Rascíporis, filho de Cótis, morto por Vologeses.[8]